# Ка Монтегерардело (Пезаро и Урбино)
Ка Монтегерардело је насеље у Италији у округу Пезаро и Урбино, региону Марке.
Према процени из 2011. у насељу је живело 10 становника. Насеље се налази на надморској висини од 522 м.